# Mykoła Kowałewski
Mykoła Kowałewski (ukr. Микола Миколайович Ковалевський, ur. 3 września 1892 w Iwaniwce, zm. 18 sierpnia 1957 w Innsbrucku) – dziennikarz i polityk ukraiński, sowietolog.

## Życiorys
W 1912 ukończył gimnazjum w Radomiu i rozpoczął studia na Uniwersytecie Moskiewskim, od 1914 przebywał w Kijowie, działał w Partii Socjalistów-Rewolucjonistów. Od listopada 1917 był członkiem Sekretariatu Generalnego Ukraińskiej Centralnej Rady, kierował Sekretariatem Aprowizacji (od 12 listopada 1917 do stycznia 1918), następnie zasiadał w Radzie Ministrów Ludowych Ukraińskiej Republiki Ludowej, w której od stycznia do marca 1918 kierował Ministerstwem Aprowizacji, a od  kwietnia 1919 do maja 1920 (w okresie tzw. dyrektoriatu) był ministrem spraw rolnych. Następnie wyjechał do Wiednia. Jesienią 1920 należał do założycieli i liderów Komitetu Organizacyjnego Ukraińskich Socjalistów-Rewolucjonistów za Granicą, który sprzeciwiał się rozmowom z władzami sowieckiej Ukrainy. Od 1927 mieszkał w Polsce, gdzie czynnie uczestniczył w ruchu prometejskim, współpracował z władzami Rządem Ukraińskiej Republiki Ludowej na Emigracji oraz Instytutem Wschodnim i Instytutem Badania Spraw Narodowościowych, kierował Agencją Telegraficzną "Express", która zajmowała się poszukiwaniem źródeł dotyczących Związku Sowieckiego, wykładał w Ukraińskim Instytucie Naukowym, publikował w Biuletynie Polsko-Ukraińskim. Okres II wojny światowej spędził w Rumunii, po wojnie zamieszkał w Austrii, był czołową postacią ukraińskiej diaspory tamże.

## Wybrane publikacje
- Україна під червоним ярмом. Варшава—Львів, 1937.
- Polityka narodowościowa na Ukrainie Sowieckiej: Zarys ewolucji stosunków w latach 1917–1937, Warszawa: Instytut Badań Spraw Narodowościowych 1938 (wyd. 2 - Jerozolima: Wydz. Opieki nad Żołnierzem DTWA Jednostek Wojska na Śr. Wschodzie 1947).
- Опозиційні рухи в Україні і національна політика СССР (1920-1954), Мюнхен 1955.
- При джерелах боротьби: Спомини, враження, рефлексії, Інсбрук 1960.